# MC Ride
Стефан Корбін Бернетт — американський репер, пісняр і художник, більш відомий під сценічним псевдонімом MC Ride. Він є фронтменом експериментальної хіп-хоп групи Death Grips.
Він розпочав свою кар'єру наприкінці 1990-х, до створення у 2010 році гурту Death Grips разом з барабанщиком Заком Хіллом та клавішником Енді Моріном. Перебуваючи в групі, Ride привернув увагу публіки своїм агресивним стилем репу та загадковими текстами.

## Раннє життя
Стефан Корбін Бернетт родом із Сакраменто, Каліфорнія. Він вивчав образотворче мистецтво в Університеті Хемптона в Хемптоні, штат Вірджинія, але кинув навчання.

## Кар'єра
Бернетт почав виступати під псевдонімом «Mxlplx», утворивши хіп-хоп групу під назвою Fyre разом зі своїм братом (який використовує ім'я Swank) та іншим репером із Сакраменто під назвою Young G. Проект завершився після того, як його брат одружився і не зміг продовжити роботу в групі. Протягом цього часу він працював у Paesano's Midtown, а також у Pushkin's Bakery в Сакраменто і зробив кар'єру художника.
У 2010 році Бернетт взяв назву «Ride» і створив Death Grips зі своїм сусідом Заком Хіллом, який був відомий своєю грою на барабанах з гуртом Hella та сесійною роботою. Незабаром Хілл привів до групи свого друга, продюсера Енді Моріна, і вони почали працювати разом. У березні 2011 року Death Grips випустили свій однойменний дебютний EP. Через місяць вони випустили мікстейп Exmilitary, який отримав схвалення критиків і увагу музичних видань. У 2012 році група підписала контракт з Epic Records і випустила свій дебютний альбом The Money Store.
У 2012 році група випустила свій другий альбом No Love Deep Web через вагання Epic Records щодо його випуску до 2013 року; після цього Epic Records розірвала контракт. Згодом у 2013 році група випустила третій альбом під назвою Government Plates. Потім вони випустили четвертий, подвійний альбом The Powers That B. Перший диск «Niggas on the Moon» вийшов у 2014 році — кожен трек на диску містив семпли вокалу ісландської співачки Б'єрк.
2 липня 2014 року Death Grips оголосили про свій розпуск, заявивши, що «Death Grips прийшов кінець». Вони опублікували на сторінку гурту в Twitter оголошення про розрив, написане на серветці. Група відновилася в січні 2015 року, випустивши інструментальний саундтрек Fashion Week. За цим, у березні, послідував реліз Jenny Death, другого диска The Powers That B. У березні 2016 року вийшов ще один інструментальний проект Interview 2016. Вони випустили свій п'ятий студійний альбом Bottomless Pit у травні 2016 року; це був їхній перший повноформатний реліз після їх мнимого розпаду, який включав вокал Ride.
Наступний реліз Death Grips, EP Steroids (Crouching Tiger Hidden Gabber Megamix), 22-хвилинний мікс із восьми окремих пісень, був випущений у травні 2017 року. Шостий студійний альбом гурту Year of the Snitch вийшов у червні 2018 року. Через рік Death Grips випустили раніше невипущений мегамікс під назвою Gmail and the Restraining Orders до 30-річчя Warp Records.

## Мистецтво

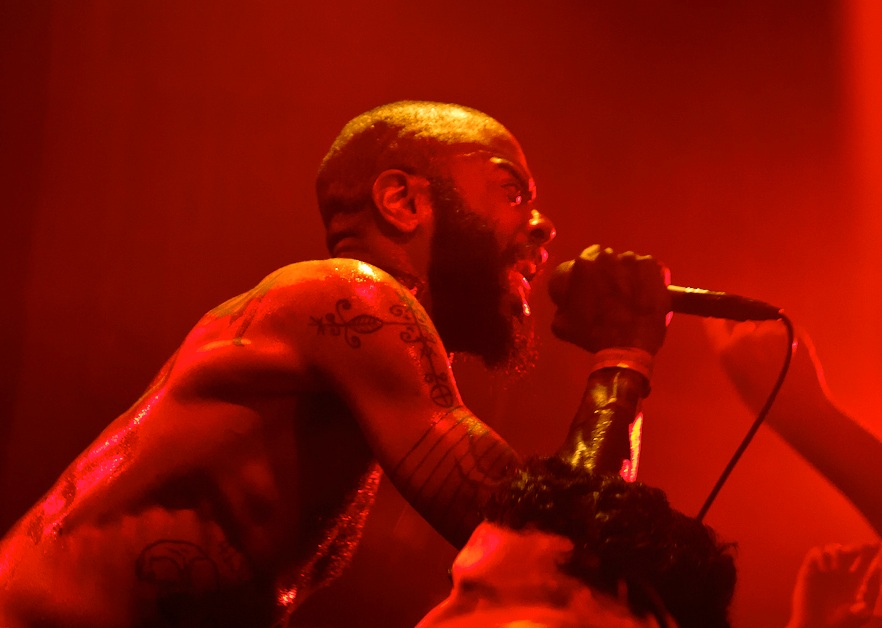
MC Ride виступає з Death Grips у 2012 році

Вокал MC Ride був описаний як «вісцеральна та поетична форма репу, що нагадує суміш хардкор-панку та художнього читання». Його стиль також описували як «злущующий фарбу лай і приголомшливий вереск». У своїй рецензії на Exmilitary Нейт Патрін прокоментував вокал Райда: «Монолітний і жорсткий, його голос звучить потужно, подвоюючи біти до такої міри, що навіть не здається проблемою, коли він наполовину заглиблений в мікс.» Еван Рителевський з The AV Club описав голос Райда як «ще один інструмент шліфування, коли він кричить таким подертим і захеканим голосом, що це повинно робити йому боляче».
Тексти Стефана описуються як «співи та розмови, ритмічні елементи, які ледь зрозумілі, хоча й сповнені похмурих, божевільних чи дурманних думок». Вони стосуються різних тем, зокрема сексу, наркотиків, наркоманії, економічного колапсу, божевілля, самогубства, окультизму, параної та техно-футуризму. Джон Калверт із The Quietus писав: «Death Grips заплутує свідомість MC Ride у схематизованому лабіринті в стилі Брака, похмурому сузір'ї, синаптичній речі». Чейз Вудрафф з журналу Slant Magazine стверджував, що тексти Ride «натякають на сучасний, туманний політичний підтекст всієї його люті та відчуженості». Джеймс Убагз із The Quietus писав, що «параноїдальні, політично заряджені марення Ride, можливо, не представляють ніякого вирішення міріад проблем світу, але він принаймні звертає пильну увагу на те, як все насправді жахливо, і це більше, ніж ви можете сказати для багатьох його сучасників».
В інтерв'ю Pitchfork Бернетт заявив, що хоча у нього є улюблені музиканти, такі як Джимі Гендрікс, він черпає більше натхнення у своїй внутрішній боротьбі, ніж у людських досягненнях. Він має побічну кар'єру художника. Його живопис складається з темних монохромних портретів. Його перша виставка відбулася в Slow Culture в Чайнатауні Лос-Анджелеса з 7 по 28 січня 2017 року.

## Особисте життя
Всупереч своєму агресивному стилю репу, Бернетт тиха людина; в 2012 році в інтерв'ю Spin він сказав: «Я дуже скритна людина, є дуже мало людей, яких я називаю друзями. Я дуже недовірливий до людей взагалі; я дуже недовірливо ставлюся до ЗМІ. Я не хочу ділитися своїм особистим життям зі світом. Нічим.» Його колега Зак Хілл назвав його «відлюдником» і «супер скритним».

## Дискографія
- Exmilitary (2011)
- The Money Store (2012)
- No Love Deep Web (2012)
- Government Plates (2013)
- The Powers That B (2015)
- Bottomless Pit (2016)
- Steroids (Crouching Tiger Hidden Gabber Megamix) (2017)
- Year of the Snitch (2018)
- Gmail and the Restraining Orders (2019)